# Ахиако

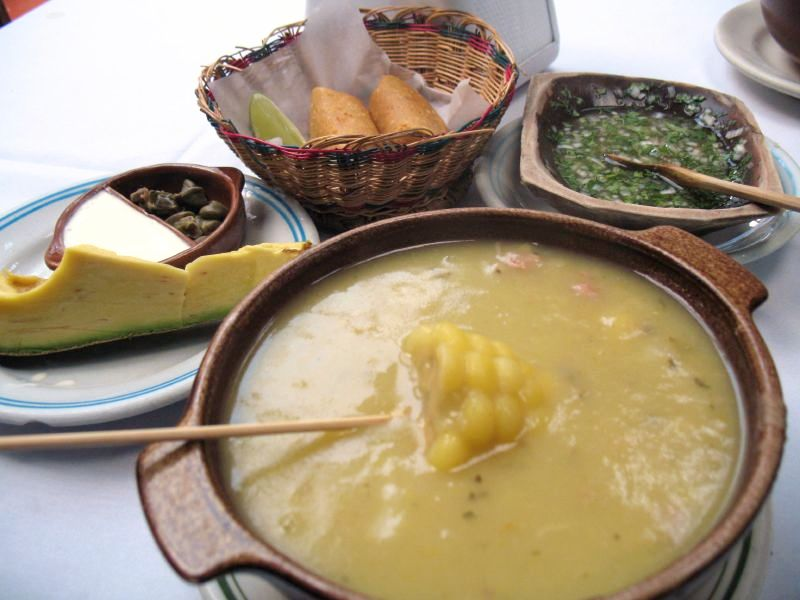
Боготинский ахиако

Ахиа́ко (исп. ajiaco) — суп, распространенный в Колумбии, Кубе,  и Перу. Существуют разногласия о происхождении блюда. Блюдо особенно популярно в столице Колумбии, Боготе, его называют Ajiaco santafereño и обычно готовят из курицы, трех сортов картофеля и травы гуаска или гуаскас. На Кубе ахиако готовят как стью, а в Перу это блюдо готовят с рядом региональных вариаций.
Обычно этот суп содержит кусочки курятины на кости, большие куски кукурузы на вилке, два-три типа картофеля («креольский картофель» с маленькими картофелинами, которые развариваются и делают суп гуще, масличные картофелины сорта «сабанера» и мягкие картофелины сорта «пастуса») и «гуаско» (guasca, галинсога мелкоцветковая), ароматное травянистое растение, распространённое по всей Америке, которое придаёт блюду характерный вкус. При приготовлении блюда в других странах часто вместо гуаско добавляется орегано.
Ахиако обычно подаётся со сметаной, каперсами и авокадо, которые примешиваются к супу непосредственно перед подачей. Часто вместе с супом подаётся рис. Ахиако обычно считается главным блюдом.
Другие варианты ахиако, существующие в других районах Колумбии и других странах Латинской Америки, заметно отличаются от боготинского варианта. В частности, вариант ахиако существует на Кубе. (там это самая популярная еда на столах кубинцев, на Кубе без него не обходится ни один приём пищи) Представляет собой мясо (жареное на гриле или тушёное в горшочках) с овощами; из мяса в этой стране популярнее и доступнее всего курица, чуть менее — говядина и баранина). 
В Перу ахиако — это совершенно другое блюдо из картофеля, приготовленного с чесноком, смесью сушеного желтого и красного перца чили (aji mirasol и  aji panca), специй хьерба буэна (hierba buena) и уакатай (huacatay), обычно подаваемое с рисом и тушеной курицей или кроликом.

## История

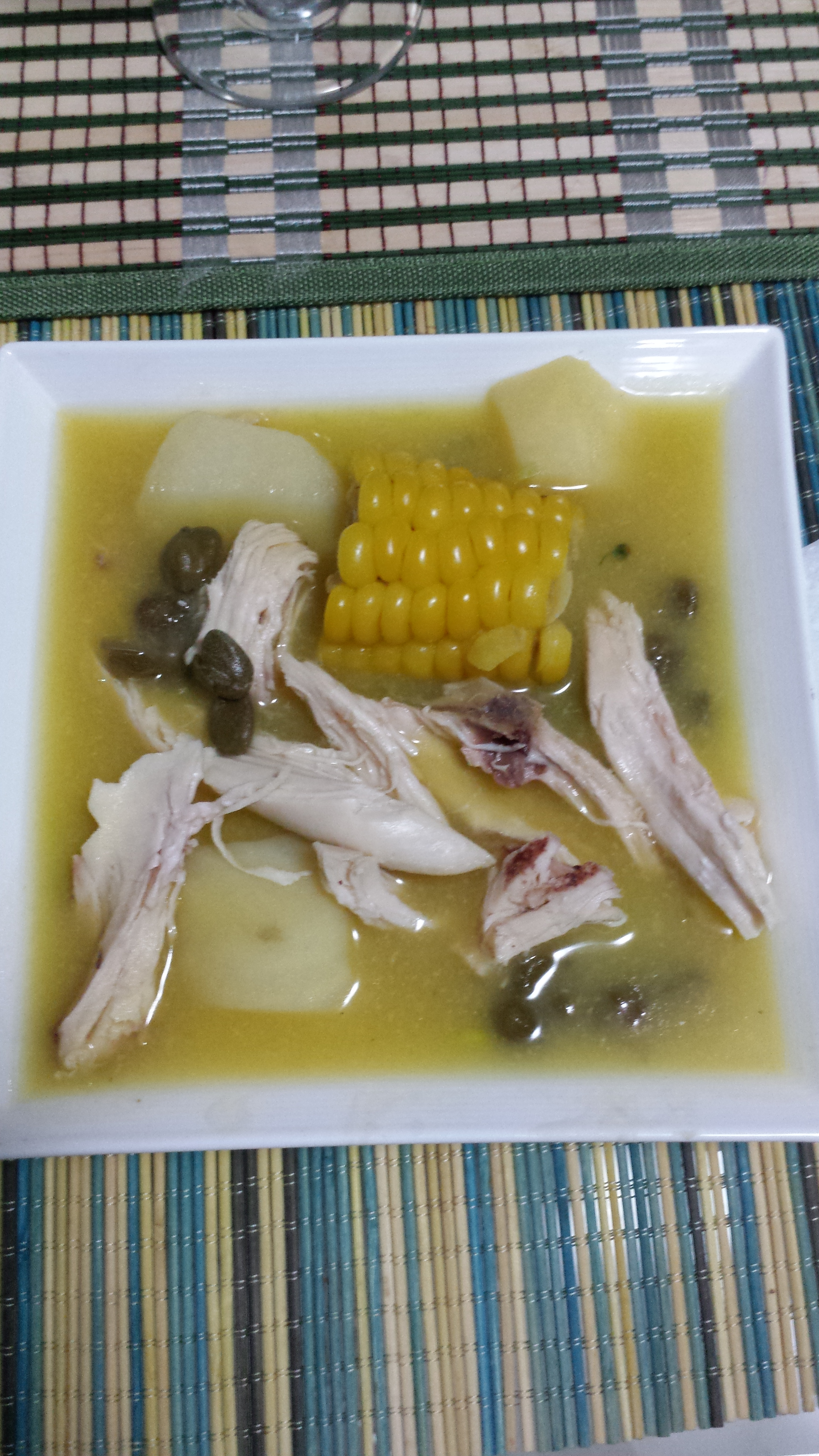
Ахиако в Боготе, Колумбия

Историки спорят о происхождении этого блюда. В своей книге Lexicografia Antillana бывший президент Кубы Альфредо Сайас-и-Альфонсо заявил, что слово «ахиако» происходит от «ахи», слова из языка таино, означающего «острый перец». Кубинский этнолог Фернандо Ортис заявил, что ахиако было едой, типичной для таино, и было подходящей метафорой для Кубы как плавильного котла. В кубинском городе Камагуэй фестиваль Сан-Хуан начинается с приготовления и подачи ахиако. 
Кубинский журнал La Calle заявил, что жители деревни Санта-Мария-де-Пуэрто-дель-Принсипи начали традицию приготовления ахиако, используя свои собственные кулинарные ингредиенты, пожертвования прохожих, излишки фермеров и излишки провизии рабов. Считается, что Ахиако стал популярным на Кубе в XVI веке, особенно среди сельских кубинцев, хотя иногда им наслаждались представители высшего класса.